# Biểu đồ Snellen

Biểu đồ Snellen dùng để đo thị lực

Biểu đồ Snellen (Snellen chart) là một biểu đồ mắt dùng để đo thị lực. Tên biểu đồ được đặt theo tên của bác sĩ nhãn khoa người Hà Lan Herman Snellen, người đã giới thiệu biểu đồ năm 1862. Nhiều nhà khoa học thị giác và nhà nhãn khoa hiện vẫn sử dụng biểu đồ này nhưng dưới dạng cải tiến gọi là biểu đồ LogMAR.

## Lịch sử
Snellen phát triển biểu đồ bằng cách sử dụng các biểu tượng dựa trên lưới điện 5×5. Các biểu đồ thí nghiệm phát triển năm 1861 sử dụng các biểu tượng trừu tượng. Biểu đồ của Snellen xuất bản năm 1862 đã sử dụng các chữ viết và số trong lưới 5×5. Biểu đồ gốc bao gồm các chữ và số A, C, E, G, L, N, P, R, T, 5, V, Z, B, D, 4, F, H, K, O, S, 3, U, Y, A, C, E, G, L, 2.